# Municipio de Groveland (Dakota del Sur)
El municipio de Groveland (en inglés: Groveland Township) es un municipio ubicado en el condado de Spink en el estado estadounidense de Dakota del Sur. En el año 2010 tenía una población de 42 habitantes y una densidad poblacional de 0,45 personas por km².

## Geografía
El municipio de Groveland se encuentra ubicado en las coordenadas 44°56′53″N 98°39′7″O / 44.94806, -98.65194. Según la Oficina del Censo de los Estados Unidos, el municipio tiene una superficie total de 93.31 km², de la cual 93,26 km² corresponden a tierra firme y (0,05 %) 0,05 km² es agua.

## Demografía
Según el censo de 2010, había 42 personas residiendo en el municipio de Groveland. La densidad de población era de 0,45 hab./km². De los 42 habitantes, el municipio de Groveland estaba compuesto por el 97,62 % blancos y el 2,38 % eran de una mezcla de razas. Del total de la población el 0 % eran hispanos o latinos de cualquier raza.